# 名塚佳織のかもさん學園
『名塚佳織のかもさん學園』（なづかかおりのかもさんがくえん）は、隔週月曜日に音泉とBEWEで配信されている番組。略称「かも學」。

## パーソナリティ
- 名塚佳織

### 配信曜日など
- 配信曜日&配信サイト：隔週月曜日更新（音泉。2006年2月からはBEWEでも聴取可）
- 放送：2003年7月16日〜
- スポンサー：COSPA（＃1〜＃?）、キャラクターグッズの総合ショッピングモールGEESTORE.COM（＃1〜）

## 番組概要
- 2003年7月16日、アニメ・声優関連の総合情報サイトanista.tv（現:アニスタ.TV）で放送開始。2004年4月にインターネットラジオステーション＜音泉＞の新設を機に移行。
- 同番組を始めた約2ヶ月後（2004年9月13日）に掛け持ちでアイエフメイト連動番組『インターネットラジオ アイエフ放送局』と交互に配信していた（後に「アイエフ放送局」に改題、放送は2007年12月17日に終了）。
- オープニングの挨拶は「かもーっす」、エンディングの挨拶は「おつかもさまでした」で締めている。
- 2006年5月8日配信分からは音泉でのバックナンバーを廃止して、BEWEで最新週を含めた過去3回分をプレミアム会員のみで配信している。
- 投稿はEメールの他にFAXでも受け付けている。
- 2014年7月6日にニコニコ生放送『インターネットラジオステーション＜音泉＞10周年記念24時間生放送』内にて、当番組と『かかずゆみの超輝け!大和魂!!』が“融合合体”した『かかずゆみと名塚佳織の朝からグッモーニン♪』が動画生配信された。

## 放送概要
- パーソナリティーは名塚佳織。1人で進行するのが基本であるため、音泉の他番組と比べてゲストが来ることは少ない。出演したとしても新曲CD宣伝（佐藤ひろ美他）や舞台告知絡みなどで出ることがほとんどである。
- タイトルに入っているかもさんは名塚のニックネームであり彼女が幼い頃にカモノハシの唄が好きだったことから父親から名付けられた。
- エンディングは必ず名塚が自分の出演アニメと他の出演ラジオ番組の情報を告知している。

2007年
- 4月30日 名塚22歳の誕生日（4月24日生）のためエンディングでBooNo（儀武ゆう子・二宮圭美）とsorachoco（稲村優奈・花村怜美）からバースデーメッセージ、乱入した是空とおる（このために打ち合わせの時間をずらして来た）からはケーキが贈呈された。

## コーナー
誤挨拶
チャイムの後に鳴る「起立! 礼! "○○"」の最後の「着席」の「ち」に代わる間違えた挨拶を考えるオープニングコーナー
ほ～むるうむ
テーマのない普通のお便りのコーナー
新型コロナ対策でリモート収録だった期間のコーナーはオープニングの誤挨拶とほ～むるうむのみだった。
シンガー・アート・ライターKAORI
リスナーから送られてきたお題をリズムに乗って絵描き唄で即興で描くコーナー。ゲストがいる場合はゲストもそのお題を描く。
かつては番組紹介ページ内の「かもさん画廊」に掲載されていた。
おしえてかもさ～ん！
地理の時間と称して山の名前を聞いて、どこにある山かを名塚が答える（458回より）。以前は駅、道の駅が出題されていた。
問い読みをする田中ディレクターの音声が流れる。
正解してポイントが貯まると名塚サイン入りプレゼント（各地で田中ディレクターが購入してきたお土産）応募が行われる。
ゲストがいるときは行われない。

## 終了したコーナー
English完璧かも…さん 略してE.K.K.
あの美人教師キャサリン名塚先生に英文を訳してもらう。
体育会系かおり
リスナーのスポーツに関する話を紹介するコーナー。
かもさん数分クッキング
リスナーから募集した「食べ物」「飲み物」「調味料」の3種類の食材をランダムに合わせて出来あがった料理を試食するコーナー。引いたクジの食材は本番中（ラジオ上ではCMの間）に近店で購入してエンディングで食べていたが微妙だったり不味かったりの組み合わせが多かったためこのコーナーは終了した。
かもさんわがままサイエンス（2005年1月〜）
リスナー（ゲストがいる場合はゲストの疑問）の素朴な疑問（例：「水はなぜ透明なのか?」、「チョコレートの『レート』って何?」、「栗はどうしてそんなに重装備なの?」など）を募集し、それをかもさんが思いつきのままに答える自己満足的コーナー。いかに本当のように聞こえるかのように回答するコーナーのため、あくまで正確な答えは基本的に敢えて言わず名塚が面白おかしく楽しんでいる。
2008年10月20日配信分には心理テストとしてお題に出された時もあった。

### 出された疑問のお題
※「#」と配信日はお題予告時、ゲスト名がないものは名塚が考えたテーマ
2009年
- どうしてティッシュペーパーは薄いのか?（＃145/2月23日）

かもさん先生の保健室
＃115募集、＃117（2008年1月28日）から開始。名塚が保健の先生のようにリスナーの悩み相談を受け付ける。
このコーナー開始以降は「かもさんわがままサイエンス」と交互に行われている。

## 主なゲスト
2012年
- ＃221（2月6日） 上原れな